# Phellinus ellipsoideus
Phellinus ellipsoideus (trước đây là Fomitiporia ellipsoidea) là một loài nấm polypore thuộc họ Hymenochaetaceae, một mẫu vật có thể quả nấm lớn nhất từng được ghi nhận. Người ta đã phát hiện một cây nấm khổng lồ tại tỉnh Hải Nam vào năm 2010 và đã được chính thức công bố vào tháng 9 năm 2011, mẫu vật này có độ tuổi 20 năm. Ẩn náu bên dưới xác một cây to, nó có một lượng gỗ mục lớn để làm thức ăn.
Đó là một cây nấm chiều cao 10,85 m, chiều rộng 80–82 cm, độ dày từ 46 tới 55 mm. Kết quả kiểm tra độ đặc của cây nấm cho thấy khối lượng của nó vào khoảng từ 400 tới 500 kg. Nó đủ lớn để chứa khoảng 450 triệu bào tử.
Những con số trên phá kỷ lục của một cây nấm Rigidoporus ulmarius trong vườn Kew tại Anh. Cây nấm này có chiều rộng 1,5 m và chu vi 4,25 m. Một số hợp chất hóa học đã được phân lập từ loài này, bao gồm cả một số hợp chất steroid. Các chất này có thể có các ứng dụng dược lý cần nghiên cứu thêm.

## Phân loại và đặt tên
Lần đầu tiên được Bao-Kai Cui và Cheng Yu-Đại thuộc Đại học Lâm nghiệp Bắc Kinh ghi lại trong năm 2008 ở tỉnh Phúc Kiến. Năm mẫu của loài này đã được thu thập ở Khu bảo tồn thiên nhiên Wanmulin (27°03′B 118°08′Đ / 27,05°B 118,133°Đ), Jian'ou, Phúc Kiến.. Hai người đã đặt loài mới này là Fomitiporia ellipsoidea trong một bài viết trên tạp chí Mycotaxon. Tên chi tiết ellipsoidea tiếng Latin có nghĩa "ellipsoid", và đề cập đến hình dáng của bào tử. Các loài của bộ Hymenochaetales mà loài F. ellipsoidea thuộc về, chiếm 25% của hơn 700 loài polypore tìm thấy ở Trung Quốc.